# جوناس ریورا
جوناس ریورا (انگلیسی: Jonas Rivera) یک تهیه‌کننده آمریکایی است. او تهیه‌کننده فیلم پیکسار، بالا (۲۰۰۹) و فارغ‌التحصیل دانشگاه ایالتی سان فرانسیسکو است و از سال ۱۹۹۴ مشغول کار با استودیوهای انیمیشن سازی پیکسار است.

## اوایل زندگی
ریورا در کاسترو ولی، کالیفرنیا به دنیا آمد و در همان جا نیز بزرگ شد. به عنوان یک پسر، او دلش می‌خواست که یک انیماتور بشود، اما به گفته خودش، نمی‌توانست نقاشی بکشد: "یک هنرمند افتضاح بودم و هنوزم هستم". ریورا از دانشگاه ایالتی سان فرانسیسکو با مدرک فیلم‌سازی فارغ التحصیل شد.

## فیلم‌شناسی
- داستان اسباب‌بازی (۱۹۹۵) - دستیار اداری تولید
- زندگی یک حشره (۱۹۹۸) - هماهنگ‌کننده بخش هنر
- داستان اسباب‌بازی ۲ (۱۹۹۹) - هماهنگ‌کننده بازاریابی و منابع خلاق
- شرکت هیولاها (۲۰۰۱) - مدیر بخش هنر
- ماشین‌ها (۲۰۰۶) - مدیر تولید، صداپیشه "بوست"
- بالا (۲۰۰۹) - تهیه‌کننده (و مدیر اجرایی تولید فیلم کوتاه مرتبط جرج و ای.جی.)
- درون و بیرون (۲۰۱۵) - تهیه‌کننده
- اولین قرار رایلی؟ (۲۰۱۵) - مدیر اجرایی تولید